# Paul Acker
 Paul Acker  (Saverne, 14 de setembro de 1874 — 27 de junho de 1915) foi um romancista francês, premiado pela Academia Francesa de Letras em 1915. Jornalista, foi colaborador de Gaulois, de L'Écho de Paris,  da Revue des deux mondes, de Illustration e da Revue de Paris. Morreu em decorrência de um acidente automobilístico na Alsácia libertada.